# 五諸侯增三 (井宿)
雙子座65，又名BD+28 1400，HD 59148、SAO 79434、HR 2861，是雙子座的一颗恒星，视星等为5.01，位于銀經191.07，銀緯20.15，其B1900.0坐标为赤經7h 23m 35.5s，赤緯+28° 20.15′ 21″。